# Temporada 1950-51 de los Tri-Cities Blackhawks
La Temporada 1950-51 fue la segunda de los Tri-Cities Blackhawks en la NBA. La temporada regular acabó con 25 victorias y 43 derrotas, ocupando el quinto y último puesto de la División Oeste, no logrando clasificarse para los playoffs.

## Elecciones en elDraft
| Ronda | Puesto | Jugador         | Posición  | Nacionalidad   | Universidad        |
| ----- | ------ | --------------- | --------- | -------------- | ------------------ |
| 1     | 3      | Bob Cousy       | Base      | Estados Unidos | Holy Cross         |
| 2     | 15     | Ed Gayda        | Escolta   | Estados Unidos | Washington State   |
| 5     | 51     | Cal Christensen | Ala-Pívot | Estados Unidos | Toledo             |
| 9     | 99     | Nate DeLong     | Pívot     | Estados Unidos | River Falls State* |

## Temporada regular
| División Oeste           | División Oeste | División Oeste | División Oeste | División Oeste | División Oeste | División Oeste | División Oeste | División Oeste |
| Equipo                   | G              | P              | %              | PD             | Casa           | Fuera          | Neutral        | Div            |
| ------------------------ | -------------- | -------------- | -------------- | -------------- | -------------- | -------------- | -------------- | -------------- |
| x-Minneapolis Lakers     | 44             | 24             | .647           | -              | 29-3           | 12-21          | 3-0            | 24-12          |
| x-Rochester Royals       | 41             | 27             | .603           | 3              | 29-5           | 12-22          | -              | 18-15          |
| x-Fort Wayne Pistons     | 32             | 36             | .471           | 12             | 27-7           | 5-27           | 0-2            | 18-6           |
| x-Indianapolis Olympians | 31             | 37             | .456           | 13             | 19-12          | 10–24          | 2-1            | 15-20          |
| Tri-Cities Blackhawks    | 25             | 43             | .368           | 19             | 22-13          | 2–28           | 1-2            | 12-24          |

## Estadísticas
| Rk | Jugador         | Edad | P  | PT | MP | TC  | TCI  | %TC  | 3P | 3PI | %3P | TL  | TLI | %TL  | RO | RD | RT   | AS  | RB | TAP | BP | FP  | PTS  |
| 1  | Frankie Brian   | 27   | 68 |    |    | 5.3 | 16.6 | .322 |    |     |     | 6.1 | 7.5 | .823 |    |    | 3.6  | 3.9 |    |     |    | 3.2 | 16.8 |
| 2  | Dike Eddleman   | 28   | 68 |    |    | 5.9 | 16.5 | .355 |    |     |     | 3.6 | 5.1 | .699 |    |    | 6.0  | 2.5 |    |     |    | 3.4 | 15.3 |
| 3  | Jack Nichols    | 24   | 6  |    |    | 4.5 | 13.2 | .342 |    |     |     | 2.7 | 3.5 | .762 |    |    | 10.5 | 2.5 |    |     |    | 3.8 | 11.7 |
| 4  | Noble Jorgensen | 25   | 22 |    |    | 4.0 | 10.8 | .366 |    |     |     | 3.3 | 4.6 | .706 |    |    | 5.1  | 1.2 |    |     |    | 4.2 | 11.2 |
| 5  | Mike Todorovich | 27   | 66 |    |    | 3.3 | 10.8 | .309 |    |     |     | 3.2 | 4.6 | .701 |    |    | 6.9  | 2.7 |    |     |    | 3.0 | 9.9  |
| 6  | Harry Boykoff   | 28   | 16 |    |    | 3.0 | 8.3  | .361 |    |     |     | 1.8 | 2.3 | .784 |    |    | 5.3  | 1.3 |    |     |    | 4.2 | 7.8  |
| 7  | Ed Peterson     | 26   | 36 |    |    | 2.8 | 8.4  | .330 |    |     |     | 2.2 | 3.3 | .675 |    |    | 6.9  | 1.6 |    |     |    | 4.0 | 7.8  |
| 8  | John Logan      | 30   | 30 |    |    | 2.8 | 9.0  | .312 |    |     |     | 2.1 | 2.8 | .750 |    |    | 4.5  | 4.0 |    |     |    | 2.3 | 7.7  |
| 9  | Cal Christensen | 23   | 67 |    |    | 2.0 | 6.6  | .301 |    |     |     | 2.6 | 3.7 | .714 |    |    | 7.8  | 2.4 |    |     |    | 4.0 | 6.6  |
| 10 | Bob Carpenter   | 33   | 35 |    |    | 2.3 | 6.0  | .389 |    |     |     | 1.7 | 2.0 | .829 |    |    | 4.8  | 1.8 |    |     |    | 2.3 | 6.3  |
| 11 | Warren Perkins  | 26   | 66 |    |    | 2.0 | 6.5  | .315 |    |     |     | 1.9 | 3.0 | .646 |    |    | 4.8  | 2.2 |    |     |    | 3.5 | 6.0  |
| 12 | Gene Vance      | 27   | 29 |    |    | 1.6 | 3.9  | .404 |    |     |     | 1.6 | 2.3 | .701 |    |    | 3.2  | 2.0 |    |     |    | 3.4 | 4.8  |
| 13 | Tommy Byrnes    | 27   | 19 |    |    | 1.7 | 5.4  | .324 |    |     |     | 1.1 | 1.5 | .724 |    |    | 1.7  | 1.7 |    |     |    | 1.7 | 4.6  |
| 14 | Ray Corley      | 23   | 18 |    |    | 1.6 | 4.7  | .341 |    |     |     | 0.9 | 1.6 | .552 |    |    | 2.4  | 2.1 |    |     |    | 1.4 | 4.1  |
| 15 | Ed Gayda        | 23   | 15 |    |    | 1.3 | 3.1  | .413 |    |     |     | 1.2 | 1.6 | .750 |    |    | 2.6  | 0.9 |    |     |    | 2.3 | 3.7  |
| 16 | John Hargis     | 30   | 15 |    |    | 1.5 | 4.1  | .377 |    |     |     | 0.7 | 1.2 | .556 |    |    | 2.4  | 1.1 |    |     |    | 2.2 | 3.7  |
| 17 | Hank DeZonie    | 28   | 5  |    |    | 1.2 | 5.0  | .240 |    |     |     | 1.0 | 1.4 | .714 |    |    | 3.6  | 1.8 |    |     |    | 1.2 | 3.4  |
| 18 | Herb Scherer    | 22   | 20 |    |    | 1.2 | 4.2  | .286 |    |     |     | 1.0 | 1.8 | .571 |    |    | 2.5  | 0.9 |    |     |    | 2.8 | 3.4  |
| 19 | Ed Beach        | 22   | 1  |    |    | 0.0 | 3.0  | .000 |    |     |     | 0.0 | 0.0 |      |    |    | 0.0  | 1.0 |    |     |    | 0.0 | 0.0  |
| 20 | Kleggie Hermsen | 27   | 48 |    |    | 2.7 | 9.4  | .285 |    |     |     | 2.6 | 3.9 | .670 |    |    |      | 1.5 |    |     |    | 4.0 | 8.0  |

## Galardones y récords
| Jugador       | Galardón                    |
| Frankie Brian | 2º Mejor quinteto de la NBA |